# E-Planet
E-Planet è un programma televisivo italiano di genere rotocalco incentrato sulla sostenibilità ambientale, in onda su Italia1 ogni domenica.

## Il programma
Dal 2019, E-Planet è il magazine green di Mediaset. Spaziando da realtà locali a quelle internazionali, la trasmissione racconta iniziative green e di tutela del territorio, affronta argomenti legati all'attualità e raccoglie le storie di chi cerca di migliorare il Pianeta, con innovazione e inventiva.
Il programma ha una cadenza settimanale, coprendo l’intero anno. 
Dal 2019 al 2023 la linea editoriale del programma è stata curata da Luca Budel. Dal 2024 è subentrato Nicola Calathopoulos. 
La struttura si articola in circa dodici servizi. Il nucleo storico del programma è composto da Ronny Mengo, Luca Budel, Dario Donato, Claudia Peroni e Anna Capella. Dalla stagione del 2024 si sono aggiunti alla redazione Alessia Peraldo Eusebias, Sara Del Dot e Marco Vassallo. 
Sono presenti anche un approfondimento su notizie positive legate alla natura o all’attualità realizzato insieme alla redazione di LifeGate, una rubrica di cucina vegetariana, a cura di Marisa Maffeo, una di giardinaggio a cura di Stefano Pagano, una su clima e meteo in collaborazione con Meteo.it e una pillola dedicata ai consigli di lifestyle condotta da Chiara Icardi. 
Tutte le puntate sono disponibili su Mediaset Infinity, in replica sabato notte e lunedì notte su Italia 1 e su Focus con il doppio appuntamento di venerdì notte e domenica mattina.

## Edizioni
| Edizione | Messa in onda | Messa in onda | Puntate | Regia             |
| Edizione | Inizio        | Fine          | Puntate | Regia             |
| -------- | ------------- | ------------- | ------- | ----------------- |
| 1ª       | 2019          | 2020          | 61      | Roberta Cazzaniga |
| 2ª       | 2021          | 2021          | 37      | Roberta Cazzaniga |
| 3ª       | 2022          | 2022          | 52      | Roberta Cazzaniga |
| 4ª       | 2023          | 2023          | 53      | Roberta Cazzaniga |
| 5ª       | 2024          | 2024          | 52      | Roberta Cazzaniga |
| 6ª       | 2025          | 2025          | 52      | Roberta Cazzaniga |